# منتخب رومانيا لكرة السلة للسيدات

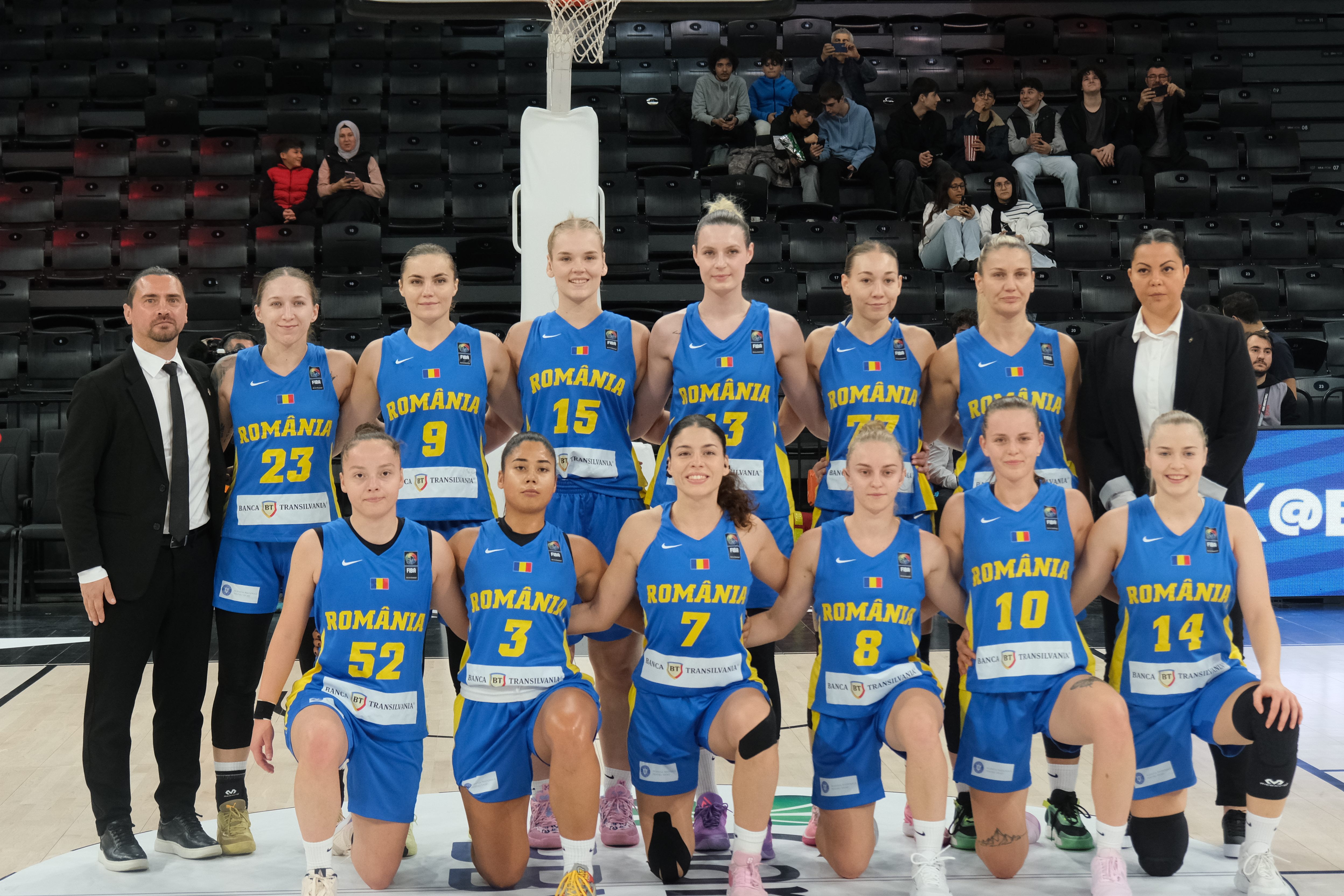

منتخب رومانيا الوطني لكرة السلة للسيدات هو ممثل رومانيا الرسمي في المنافسات الدولية في كرة السلة للسيدات.